# Lasioglossum alinense
Lasioglossum alinense là một loài Hymenoptera trong họ Halictidae. Loài này được Cockerell mô tả khoa học năm 1924.